# Csikós András
Csikós András (Hódmezővásárhely, 1947. június 3. – Hódmezővásárhely, 2006. március 19.) magyar festő.

## Életpályája
1970-ben végzett a Szegedi Tanárképző Főiskola hallgatójaként, ahol Vinkler László és Fischer Ernő oktatta. 1970-től a Művészeti Alap tagja volt. Az 1970-es évektől állandó résztvevője a vásárhelyi Őszi Tárlatoknak, a szegedi és a békéscsabai csoportos kiállításoknak. 1973-tól kiállító művész volt.

### Munkássága
Számos kelet- és nyugat-európai országban járt tanulmányúton. Rendszeres résztvevője volt az alföldi rendezvényeknek. Egyes művei eljutottak Franciaországba, Japánba, Jugoszláviába, az NSZK-ba, Lengyelországba és a Szovjetunióba. A Vásárhelyi Iskola jellegzetes képviselője. Leginkább alföldi tájakat, Hódmezővásárhely környéki tanyákat, a Tisza ártereit és holtágait festette meg. Festményei szűkebb környezetének alapos ismeretéről tesznek tanúbizonyságot. Képeinek legfontosabb értéke a részletek megragadása, az egyedi táj rögzítése. Szürreális-szimbolikus látomásokat is festett részletező realizmussal.

## Egyéni kiállításai
- 1973 Hódmezővásárhely, Szentes, Budapest
- 1974 Békéscsaba
- 1975, 1977, 1982, 1984, 1988, 1996 Budapest
- 1976 Pécs
- 1977 Szigetvár
- 1978, 1991 Szeged
- 1979 Szentendre, Gyöngyös, Győr
- 1980 Kalocsa, Veszprém
- 1981, 1995 Gyöngyös
- 1982 Csepel
- 1983 Hódmezővásárhely
- 1985 Kaposvár
- 1987 Baja, Csanytelek
- 1999, 2001 Debrecen
- 2000 Balatonakali

## Művei
- Fekete szék
- Lépcsőház
- Tanya
- Virágot áruló
- Tavaszodik
- Vízparton
- Téli falu

## Díjai
- Kosztka József-emlékérem (1974)
- a Hatvani Tájfestészeti Biennálé fődíja (1975)
- Csongrád Megye Alkotói Díja (1990)
- Vásárhelyi Őszi Tárlat Nívódíja (1997)
- Hódmezővásárhely díszpolgára (2005)